# Маркус (Вашингтон)
Маркус (енгл. Marcus) град је у америчкој савезној држави Вашингтон. По попису становништва из 2010. у њему је живело 183 становника.

## Демографија
Према попису становништва из 2010. у граду је живело 183 становника, што је 66 (56,4%) становника више него 2000. године.
| Група             | 2000.       | 2010.       |
| Белци             | 112 (95,7%) | 171 (93,4%) |
| Афроамериканци    | 0 (0,0%)    | 1 (0,5%)    |
| Азијати           | 1 (0,9%)    | 1 (0,5%)    |
| Хиспаноамериканци | 3 (2,6%)    | 1 (0,5%)    |
| Укупно            | 117         | 183         |